# Liste der größten Kernenergieanlagen
Die Liste der größten Kernenergieanlagen enthält die leistungsstärksten Anlagen, unabhängig von ihrem tatsächlichen Betriebszustand. Da es je nach Maßstab, d. h. elektrische Nettoleistung, Bruttoleistung und thermische Leistung, eine unterschiedliche Rangliste gibt, ist die Frage nach der Position auf dieser Rangliste nicht immer eindeutig zu beantworten. Die Nettoleistung ist die an das Verbrauchernetz abgegebene tatsächliche elektrische Leistung. Zusätzlich angegeben ist die thermische Leistung, die ein Vielfaches der elektrischen Leistung beträgt und Rückschlüsse auf den Wirkungsgrad erlaubt.
Durch Wartung und Störfälle kann sich die Rangfolge verändern. Es werden auch geplante, in Bau befindliche bzw. noch nicht oder nicht mehr aktive Anlagen berücksichtigt. Der Sinn dieser Aufstellung liegt nicht nur im Vergleich der elektrischen Leistungsfähigkeit dieser Anlagen, sondern auch im Vergleich des Potentials an spaltbarem Material. Gerade die letzte Angabe ist daher auch für noch nicht oder nicht mehr aktive Anlagen von Bedeutung.
| Name                             | Land       | Baubeginn    | Betriebsbeginn des neuesten Reaktors   | elektrische Leistung in MW (netto) | elektrische Leistung in MW (brutto) | thermische Leistung in MW | Zahl und Typ der Reaktoren | In Anspruch genommene Fläche km² | Masse des spaltbaren Materials |
| -------------------------------- | ---------- | ------------ | -------------------------------------- | ---------------------------------- | ----------------------------------- | ------------------------- | -------------------------- | -------------------------------- | ------------------------------ |
| Kernkraftwerk Jaitapur           | Indien     | (in Planung) |                                        | 9900                               |                                     |                           | 6 (EPR)                    | 9,68                             | 768 t Uran                     |
| Kernkraftwerk Bruce              | Kanada     | 01.12.1970   | 22.05.1987                             | 6272                               | 6738                                | 22372                     | 8 (CANDU-Reaktor)          |                                  |                                |
| Kernkraftwerk Kashiwazaki-Kariwa | Japan      | 05.06.1980   | 02.07.1997                             | 7965                               | 8212                                | 24317                     | 7 (Siedewasserreaktor)     | 4,2                              |                                |
| Kernkraftwerk Uljin              | Südkorea   | 26.01.1983   | 01.06.2005                             | 5853 (Ausbau um 2700 geplant)      | 6157                                | 16850                     | 6 (Druckwasserreaktor)     |                                  |                                |
| Kernkraftwerk Yeonggwang         | Südkorea   | 04.06.1981   | 16.09.2002                             | 5835                               | 6137                                | 16874                     | 6 (Druckwasserreaktor)     |                                  |                                |
| Kernkraftwerk Saporischschja     | Ukraine    | 01.04.1980   | 27.10.1989                             | 5700                               | 6000                                | 18200                     | 6 (WWER-1000/320)          |                                  |                                |
| Kernkraftwerk Gravelines         | Frankreich | 01.02.1975   | 01.08.1985                             | 5450                               | 5706                                | 16710                     | 6 (Druckwasserreaktor)     |                                  |                                |
| Kernkraftwerk Paluel             | Frankreich | 15.08.1977   | 01.06.1986                             | 5320                               | 5528                                | 15268                     | 4 (Druckwasserreaktor)     |                                  |                                |
| Kernkraftwerk Cattenom           | Frankreich | 29.10.1979   | 01.01.1992                             | 5200                               | 5448                                | 15268                     | 4 (Druckwasserreaktor)     |                                  |                                |
| Kernkraftwerk Tschernobyl        | Ukraine    | 01.03.1970   | 26.03.1984 (nicht alle fertiggestellt) | 3515                               | 3800                                | 12800                     | 6 (RBMK)                   |                                  |                                |

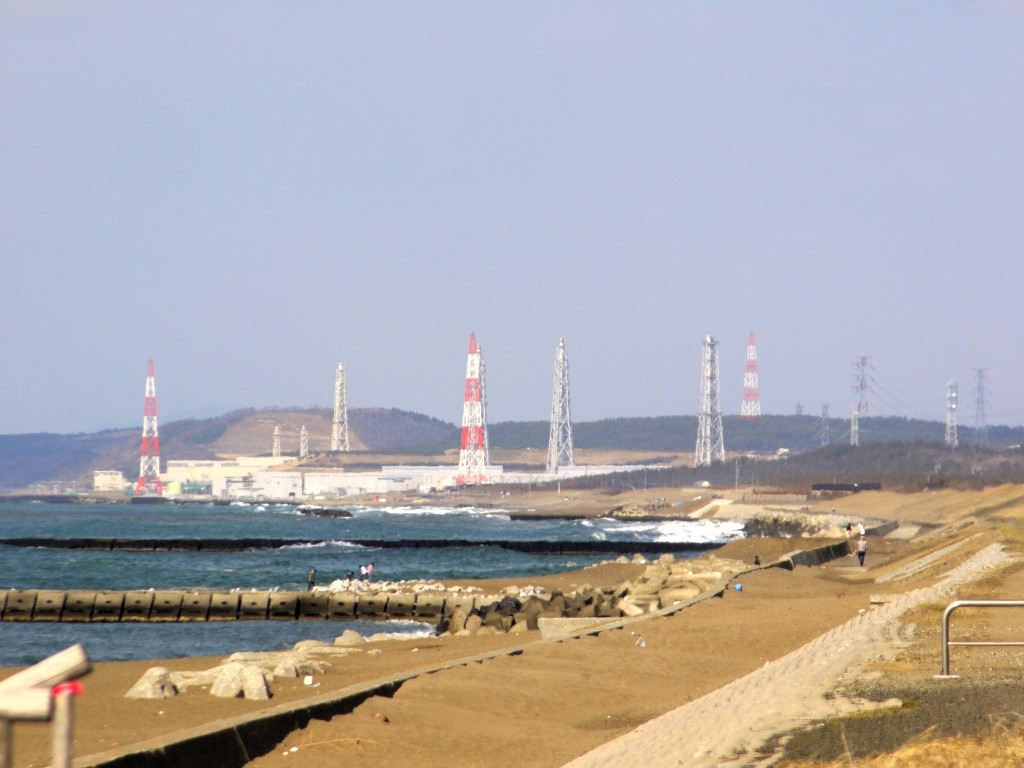
Japanisches Kernkraftwerk Kashiwazaki-Kariwa im April 2011
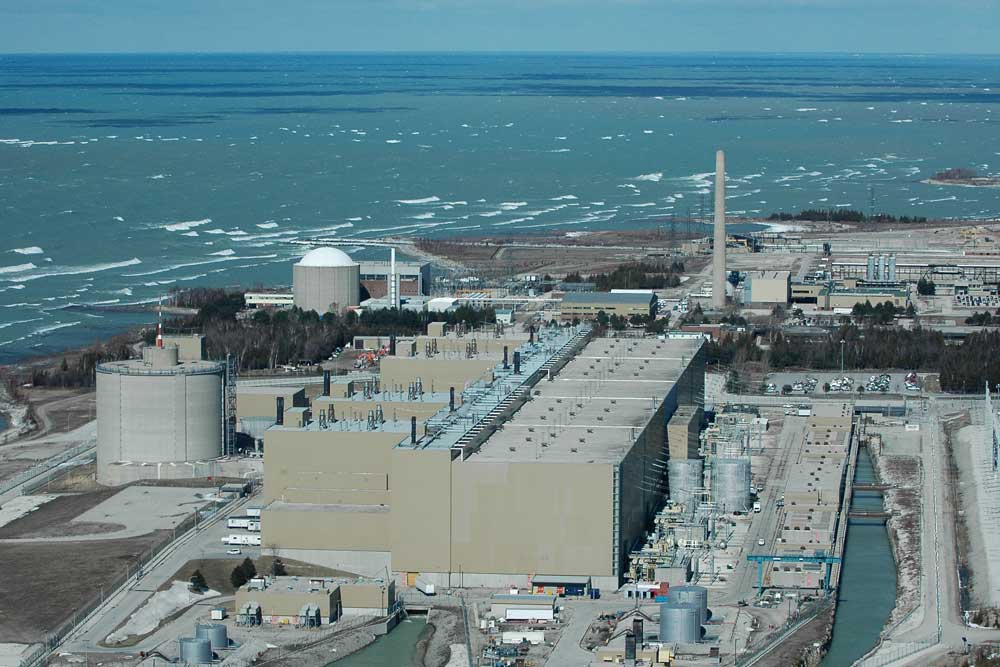
Kanadisches Kernkraftwerk Bruce im März 2006
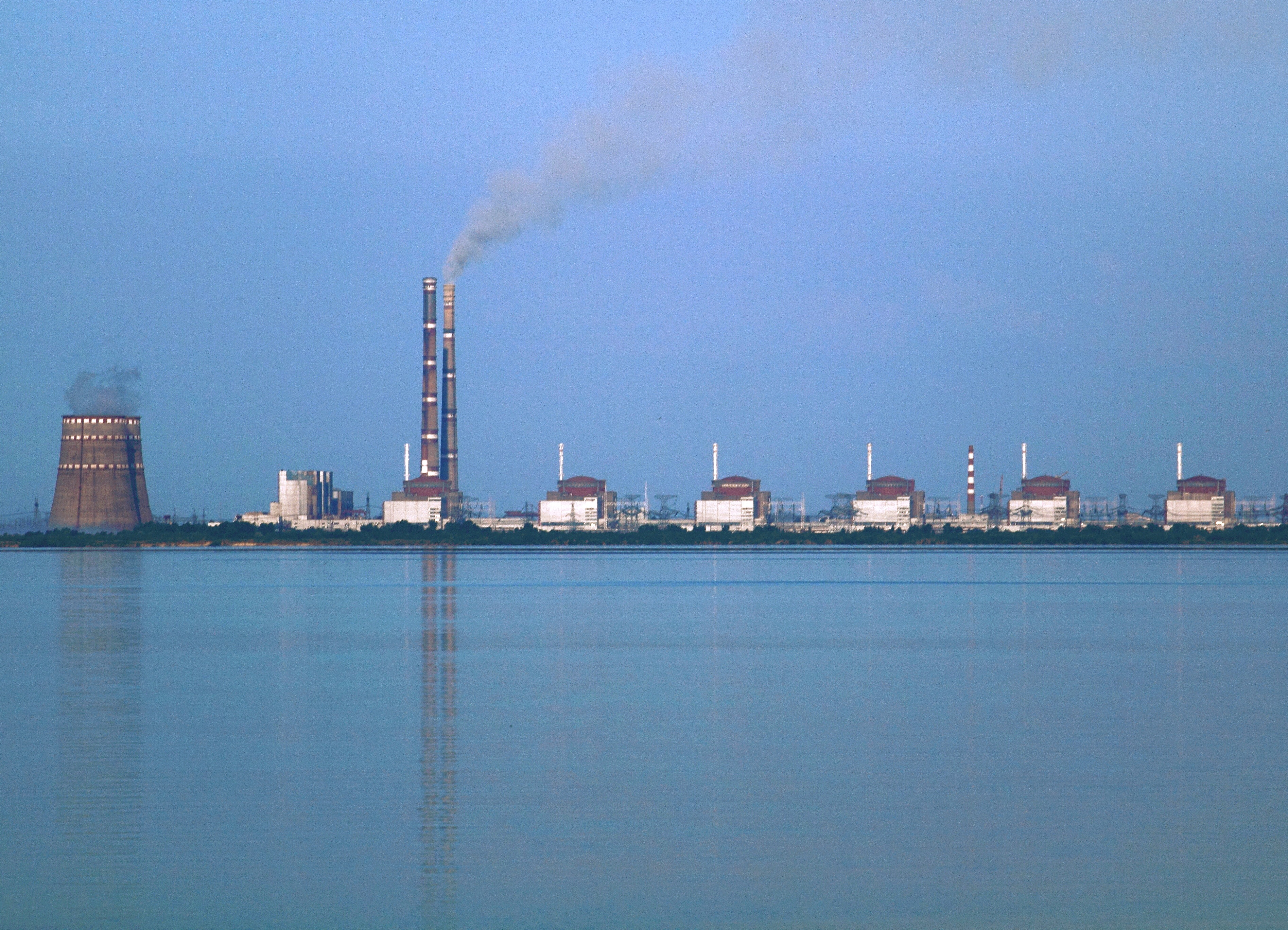
Kernkraftwerk Saporischschja in der Ukraine im Juli 2009, das größte in Europa